# Āl ʿImrān
Āl ʿImrān (arabisch آل عمران ‚Die Sippe Imrans‘, auch „Das Haus ʿImrān“) ist die dritte Koransure. Mit 200 Versen ist sie die viertlängste Sure. Sie wurde überliefert in Medina. In chronologischer Reihenfolge ist sie die 97. von 114 Koransuren.

## Inhalt
Inhaltlich dominiert die Auseinandersetzung mit den Polytheisten, den Juden und den Christen über den Glauben und die Echtheit der koranischen Offenbarung, sowie eine Würdigung der politischen Lage nach dem Sieg in der Schlacht von Badr und der Niederlage in der Schlacht von Uhud.
Koranische Grundlage für das Taqīya-Prinzip ist Sure 3:28, wo es heißt:

«لَّا يَتَّخِذِ الْمُؤْمِنُونَ الْكَٰفِرِينَ أَوْلِيَآءَ مِن دُونِ الْمُؤْمِنِينَ ۖ وَمَن يَفْعَلْ ذَٰلِكَ فَلَيْسَ مِنَ اللهِ فِي شَيْءٍ إِلَّآ أَن تَتَّقُوا مِنْهُمْ تُقَىٰةً ۗ»

„Lā yattaḫiḏi l-muʾminūna l-kāfirīna auliyāʾa min dūni l-muʾminīna wa-man yafʿal ḏālika fa-laisa mina llāhi fī šaiʾin illā an tattaqū minhum tuqāt“

„Die Gläubigen sollen sich nicht die Ungläubigen anstatt der Gläubigen zu Freunden nehmen. Wer das tut, hat keine Gemeinschaft (mehr) mit Gott. Anders ist es, wenn ihr euch vor ihnen (d. h. den Ungläubigen) wirklich fürchtet.“

Adam wird an verschiedenen anderen Stellen im Koran kurz erwähnt (vgl. Adam im Islam). Für das spätere islamische Bild von dieser Figur war noch die Aussage in Sure 3:33 sehr wichtig, dass Gott Adam zusammen mit Noah, der Familie Abrahams und der Familie Amrams erwählt habe.
Im Koran ist Johannes der Täufer der drittletzte Prophet des einzigen Gottes Allah vor Isa ibn Maryam (Jesus) und Mohammed (Sure 3:39).
Im Koran wird Isa bin Maryam (Jesus von Nazaret, Sohn der Maria) als الْمَسِيحُ / al-Masīḥ (‚der Gesalbte‘ = der Messias) betrachtet (Sure 3:44-49, 4:170-174). Dabei soll Jesus weder der Sohn Gottes noch Teil einer Dreieinigkeit sein, sondern ein Prophet Gottes. Diese Stelle wird von Messianischen Bewegungen hervorgehoben.
Die Geschichte des Islam hat nach dem Koran nicht erst mit Mohammed begonnen, sondern schon mit Abraham. Er wird in Sure 3:67 und 3:95 als Hanīf und Muslim beschrieben.

«مَا كَانَ إِبْرَٰهِيمُ يَهُودِيًّا وَلَا نَصْرَانِيًّا وَلَٰكِن كَانَ حَنِيفًا مُّسْلِمًا وَمَا كَانَ مِنَ الْمُشْرِكِينَ»

„mā kāna Ibrāhīmu yahūdīyan wa-lā naṣrānīyan wa-lākin kāna ḥanīfan musliman wa-mā kāna mina l-mušrikīn“

„Abraham war weder Jude noch Christ. Er war vielmehr ein (Gott) ergebener Hanīf und kein Heide.“

«قُلْ صَدَقَ اللهُ ۗ فَاتَّبِعُوا مِلَّةَ إِبْرَٰهِيمَ حَنِيفًا وَمَا كَانَ مِنَ الْمُشْرِكِينَ»

„qul ṣadaqa llāhu fa-ttabiʿū millata Ibrāhīma ḥanīfan wa-mā kāna mina l-mušrikīn“

„Sag: Gott hat die Wahrheit gesagt. Darum folgt der Religion Abrahams, eines Hanīfen – er war kein Heide.“

Die „Wahrheit“ (al-ḥaqq) sei der Islam, oder – als Interpretationsvariante – die Person Mohammeds (vergleiche dagegen das biblische Zeugnis über den „Propheten“ Jesus, der von sich sagte, er sei der Weg und die Wahrheit und das Leben). „Lug und Trug“ (al-bāṭil – „was nichtig ist“) stehe dagegen für das Judentum und Christentum, die verfälscht worden seien und somit als bidʿa gelten. Dieser von der islamischen Theologie geprägte Stellenwert der nichtislamischen monotheistischen Religionen hat bis in die Moderne hinein uneingeschränkte Gültigkeit. In Sure 3:78 heißt es:

«وَإِنَّ مِنْهُمْ لَفَرِيقًا يَلْوُۥنَ أَلْسِنَتَهُم بِالْكِتَٰبِ لِتَحْسَبُوهُ مِنَ الْكِتَٰبِ وَمَا هُوَ مِنَ الْكِتَٰبِ وَيَقُولُونَ هُوَ مِنْ عِندِ اللهِ وَمَا هُوَ مِنْ عِندِ اللهِ وَيَقُولُونَ عَلَى اللهِ الْكَذِبَ وَهُمْ يَعْلَمُونَ»

„wa-inna minhum la-farīqan yalwūna alsinatahum bi-l-kitābi li-taḥsabūhu mina l-kitābi wa-mā huwa mina l-kitābi wa-yaqūlūna huwa min ʿindi llāhi wa-mā huwa min ʿindi llāhi wa-yaqūlūna ʿalā llāhi l-kaḏiba wa-hum yaʿlamūn“

„Und einige von ihnen verdrehen den Wortlaut der Schrift (?), damit ihr meint, es (d. h. das, was sie sagen) stamme aus der Schrift, während es (in Wirklichkeit) nicht daraus stammt, und sagen, es stamme von Gott, während es (in Wirklichkeit) nicht von ihm stammt. Damit sagen sie gegen Gott wissentlich eine Lüge aus.“

In Sure 3:96 findet sich die Aussage, dass das „Haus“ (بَيْت / bayt) in Mekka das erste war, das für die Menschen errichtet wurde. Hieran knüpft sich die islamische Vorstellung von der Kaaba als Ursprung und Ausgangspunkt der Schöpfung, die sich auf verschiedene Überlieferungen von Prophetengefährten stützt.
Die Einschränkung der ritualrechtlichten Pflicht des Haddsch ist im Koran begründet:

«وَلِلهِ عَلَى النَّاسِ حِجُّ الْبَيْتِ مَنِ اسْتَطَاعَ إِلَيْهِ سَبِيلًا ۚ»

„wa-li-llāhi ʿalā n-nāsi ḥaǧǧu l-bayti mina staṭāʿa ilayhi sabīlā“

„… und die Menschen sind Gott gegenüber verpflichtet, die Wallfahrt nach dem Haus zu machen – soweit sie dazu eine Möglichkeit finden …“

Vers 3:99 tadelt die Ahl al-Kitab dafür, dass sie die Gläubigen vom Weg Gottes abhalten.
Das Rechte gebieten und das Verwerfliche verbieten (arabisch الأمر بالمعروف والنهي عن المنكر, DMG al-amr bi-l-maʿrūf wa-n-nahy ʿani l-munkar) ist ein wichtiger islamischer Grundsatz koranischen Ursprungs: تَأْمُرُونَ بِالْمَعْرُوفِ وَتَنْهَوْنَ عَنِ الْمُنكَرِ / taʾmurūna bi-l-maʿrūfi wa-tanhauna ʿani l-munkar / ‚Ihr gebietet, was recht ist, und verbietet, was verwerflich ist‘ (Sure 3:110).

## Zitate
Mehrere Passagen aus der dritten Sure finden sich unter den Fassadeninschriften des Felsendoms:
- لَآ إِلَٰهَ إِلَّا هُوَ الْعَزِيزُ الْحَكِيمُ / lā ilāha illā huwa l-ʿazīzu l-ḥakīmu / ‚Es gibt keinen Gott außer ihm. Er ist der Mächtige und Weise.‘ (Sure 3:6)[7]
- شَهِدَ اللهُ أَنَّهُ لَآ إِلَٰهَ إِلَّا هُوَ وَالْمَلَـٰٓى‍ؚٕكَةُ وَأُولُوا الْعِلْمِ قَآى‍ؚٕم‍ؘـۢا بِالْقِسْطِ / šahida llāhu annahu lā ilāha illā huwa wa-l-malāʾikatu ulū l-ʿilmi qāʾiman bi-l-qisṭi / ‚Gott bezeugt, dass es keinen Gott gibt außer ihn. Desgleichen die Engel und diejenigen, die das (Offenbarungs)wissen besitzen. Er sorgt für Gerechtigkeit.‘ (Sure 3:18)
- إِنَّ الدِّينَ عِندَ اللَّهِ الْإِسْلَٰمُ ۗ وَمَا اخْتَلَفَ الَّذِينَ أُوتُوا الْكِتَٰبَ إِلَّا مِنۢ بَعْدِ مَا جَآءَهُمُ الْعِلْمُ بَغْي‍ؘـۢا بَيْنَهُمْ ۗ وَمَن يَكْفُرْ بِـٔايَٰتِ اللهِ فَإِنَّ اللهَ سَرِيعُ الْحِسَابِ / inna d-dīn ʿinda llāhi l-islāmu wa-mā ḫtalafa llaḏīna ūtū l-kitāba illā min baʿdi mā ǧāʾahumu l-ʿilmu baġyan bainahum wa-man yakfuru bi-āyāti llāhi fa-inna llāha sarīʿu l-ḥisābi / ‚Als (einzig wahre) Religion gilt bei Gott der Islam. Und diejenigen, die die Schrift erhalten haben, wurden – in gegenseitiger Auflehnung – erst uneins, nachdem das Wissen zu ihnen gekommen war. Wenn aber einer nicht an die Zeichen Gottes glaubt, ist Gott schnell im Abrechnen.‘ (Sure 3:19)